# Strongest
Strongest – singel norweskiej piosenkarki Iny Wroldsen, wydany 27 października 2017 roku przez Syco Music.

## Lista utworów
- Digital download (27 października 2017)[2]

1. „Strongest” – 3:27

- Digital download (1 grudnia 2017)[3]

1. „Strongest” (Alan Walker Remix) – 3:30

## Teledysk
Teledysk tekstowy do utworu został opublikowany 27 października 2017 roku.

## Pozycje na listach
| Państwo  | Lista (2017–2018) | Najwyższa pozycja |
| -------- | ----------------- | ----------------- |
| Norwegia | Top 20 Singles    | 2                 |
| Dania    | Track Top-40      | 20                |
| Szwecja  | Top 100 Singles   | 73                |